# Saint-Pierre-à-Arnes
Saint-Pierre-à-Arnes ist eine französische Gemeinde mit 66 Einwohnern (Stand 1. Januar 2022) im Département Ardennes in der Region Grand Est (vor 2016 Champagne-Ardenne). Sie gehört zum Arrondissement Vouziers, zum Kanton Attigny und zum Gemeindeverband Argonne Ardennaise.

## Geografie
Die Arnes, ein Nebenfluss der Suippe, entspringt im Nachbarort Saint-Étienne-à-Arnes und durchfließt das Dorf von Osten nach Westen. Umgeben wird Saint-Pierre-à-Arnes von den Nachbargemeinden Saint-Clément-à-Arnes im Westen, Hauviné im Nordwesten, Cauroy im Nordosten, Saint-Étienne-à-Arnes im Osten sowie von der im Département Marne gelegenen Gemeinde Saint-Souplet-sur-Py im Süden.

## Bevölkerungsentwicklung
| Jahr                       | 1962 | 1968 | 1975 | 1982 | 1990 | 1999 | 2006 | 2011 | 2018 |
| -------------------------- | ---- | ---- | ---- | ---- | ---- | ---- | ---- | ---- | ---- |
| Einwohner                  | 90   | 86   | 77   | 74   | 78   | 69   | 68   | 64   | 67   |
| Quellen: Cassini und INSEE |      |      |      |      |      |      |      |      |      |

## Sehenswürdigkeiten

Kirche Saint-Pierre

- Kirche Saint-Pierre